# Centre Sèvres
Centre Sèvres – Facultés jésuites de Paris (česky Centrum Sèvres – Jezuitské fakulty v Paříži) je jezuitská soukromá vysoká škola v Paříži. Sídlí v ulici Rue de Sèvres v 6. obvodu.

## Historie
Vysoká škola se zaměřením na teologii a filozofii vznikla v roce 1974 sloučením teologické fakulty v Lyonu a filozofické fakulty v Chantilly. Byla pojmenována po svém novém sídle v ulici Rue de Sèvres v Paříži v sousedství kostela svatého Ignáce. Provozovatelem je provincie jezuitského řádu ve Francii.
Na základě apoštolská konstituce Sapientia Christiana o církevních univerzitách a fakultách papeže Jana Pavla II. ze dne 15. dubna 1979 a nařízení Kongregace pro katolickou výchovu ze dne 18. června 1986 obdržela škola papežský souhlas.
Univerzita byl původně určena pouze členům jezuitského řádu, nicméně se do bakalářských, magisterských a doktorandských studijních programů mohou zapisovat i členové jiných řádů nebo laici.

## Organizace školy
Škola má fakultu filozofie a fakultu teologie a součástí školy je též Ricciho institut čínských studií (Institut Ricci de Paris – Centre d'études chinoises).
Výukové programy:
- estetika (Esthétique)
- biolékařská etika (Éthique biomédicale)
- veřejná etika (Éthique publique)
- náboženství a kultury (Religions et Cultures)
- spiritualita a náboženský život (Spiritualité et Vie religieuse)
- patrologie (Études patristiques)